# Spinetto Shopping
El Spinetto Shopping es un centro comercial que se encuentra en la calle Matheu 240, barrio de Balvanera, en la Ciudad de Buenos Aires, Argentina.

## Historia
Funciona en la estructura del antiguo Mercado Ciudad de Buenos Aires, más conocido como Mercado Spinetto. Aquel había sido fundado por David Spinetto en 1894, y su edificio —proyectado por el arquitecto Juan Antonio Buschiazzo— ocupaba toda la manzana delimitada por las calles Matheu, Adolfo Alsina, Pichincha y Moreno. En 1899 se transformó en sociedad anónima. En 1918 fue construido un edificio anexo para diversos usos (almacenes, depósitos y venta de aves y huevos), al otro lado de la calle Matheu. 
El Spinetto fue el mercado mayorista de frutas, verduras y otros productos más importante de Buenos Aires luego del Abasto; y sobrevivió a los cambios culturales del siglo XX, permaneciendo hasta mediados de la década de 1980. En 1986, la cooperativa El Hogar Obrero adquirió el edificio y encaró un plan de remodelación total para transformarlo en lo que sería uno de los primeros centros comerciales que tendría Buenos Aires, acorde a las pautas de consumo del momento.
Se dio lugar a una polémica, ya que los trabajadores y puesteros del mercado fueron desalojados y en muchos casos se quedaron sin techo. Toda la estructura interna del viejo edificio fue demolida, pero permanecieron en pie las cuatro fachadas. Finalmente, el "Centro Integral de Consumo Spinetto", proyectado por el arquitecto Alfredo Iglesias, fue inaugurado el 10 de noviembre de 1988, con un gran festejo al cual asistió incluso el presidente Raúl Alfonsín. El nuevo "Shopping Spinetto", como comenzó a llamárselo, contaba con numerosos locales comerciales distribuidos en dos plantas, un patio de comidas en el piso superior, y un hipermercado Supercoop (perteneciente a El Hogar Obrero). Además, dos niveles de estacionamiento para vehículos.
La cooperativa también había adquirido el edificio del decadente Mercado de Abasto, pero entró en quiebra en marzo de 1991 debido al confiscatorio plan Bonex decretado por el presidente Carlos Menem, por lo que el Hogar Obrero perdió 70% de su solvencia, luego de 84 años de existencia. El Spinetto cambió de manos y la empresa Silvino Llaneza e Hijos S.A. adquirió la propiedad y la renovó ampliando su capacidad locataria. Llaneza, familia pionera del supermercadismo argentino, instaló su marca "Sumo" en el espacio que alojaba al hipermercado. Este se sumaba a otras 50 sucursales que tenía el grupo empresario desde la ciudad de Buenos Aires hasta La Plata. En 1995, el 50% de las acciones del centro comercial fue adquirido por Coto, otra empresa familiar con gran crecimiento.
Luego de la crisis económica de 2001, el Spinetto entró en una etapa de decadencia progresiva. Coto también se hizo cargo del patio de comidas y la zona de juegos infantiles. En la actualidad, casi todos de sus locales están sin ocupar, y muchas de las grandes marcas que alguna vez tuvieron allí sucursales, fueron dejando el lugar progresivamente.[cita requerida]
Al mismo tiempo, el barrio circundante al centro comercial sufrió a la par una caída del valor del suelo. Sus vecinos tradicionales se trasladaron hacia otras zonas, y el nivel de la zona bajó. En numerosas oportunidades se ha comentado en los diarios la situación del lugar, en particular cuando se formó un asentamiento precario de indigentes frente al shopping.

## Diseño
El proyecto original del Shopping Spinetto priorizaba la conservación de la estructura original, pero el avanzado deterioro de la estructura metálica condujo a la decisión de demoler los interiores y dejar en pie solo la fachada y muros perimetrales.
En total, el proyecto definitivo tuvo 45.400 m² de superficie cubierta (21.600 m² de área comercial, y 23.800 m² de estacionamiento vehicular). Se definió el acceso peatonal por las esquinas del centro comercial, llevando a un anillo de locales comerciales que rodean el espacio central de la manzana, ocupado por el hipermercado. En un primer momento, "El Hogar Obrero" destinó parte de estos comercios a los viejos locatarios del Mercado Spinetto.
Uno de los detalles más interesantes de la planta superior fue la ubicación de un balcón en el sector del patio de comidas, que a través de un gran ventanal mira desde arriba la totalidad del espacio del hipermercado. El proyecto original contemplaba también la construcción de una pasarela peatonal que pasaría sobre la calle Matheu, conectando con uno de los viejos anexos del Mercado que sería transformado en un centro de convenciones. Finalmente, la idea no se concretó.